# Tromelin
Tromelin – niezamieszkana wyspa o powierzchni 0,8 km², położona w zachodniej części Oceanu Indyjskiego, około 450 km na wschód od wybrzeży Madagaskaru. Od wyspy Mauritius oddalona jest o 553 km, a od wyspy Reunion o 556 km.
Wyspa jest płaską (wznoszącą się na 7 m n.p.m. w najwyższym punkcie), porośniętą niską roślinnością ławicą piasku o długości 1723 m i szerokości 818 m. Otoczona jest rafami koralowymi i stanowi dogodne miejsce gniazdowania ptaków i żółwi morskich. Dostęp drogą morską jest utrudniony ze względu na izolację wyspy i stale wiejące nad nią pasaty. Wyspa nie posiada portu morskiego ani przystani.
Tromelin znajduje się w posiadaniu francuskim i stanowi część Wysp Rozproszonych Oceanu Indyjskiego (fr. Îles éparses de l'océan Indien), z którymi przynależy do Francuskich Terytoriów Południowych i Antarktycznych (do 2005 roku wchodziły w skład Reunionu). Stanowi terytorium sporne z Mauritiusem.
Wyspa nie ma stałych mieszkańców. Okazjonalnie pracują tam naukowcy różnych dyscyplin, meteorolodzy i pracownicy serwisowi, którzy prowadzą badania i okresowo konserwują urządzenia automatycznej stacji meteorologicznej. Na wyspie jest kilka parterowych budynków. Są to obiekty o przeznaczeniu mieszkalnym oraz gospodarczym. Jest tam także kilka generatorów elektrycznych wiatrowych i słonecznych. Wybudowano także pas lotniska o długości ok. 1100 metrów, który dodatkowo może być wykorzystywany jako lądowisko awaryjnego przyziemienia dla samolotów, przemierzających przestrzeń powietrzną nad Oceanem Indyjskim. Pas lotniska jest nadal używany przez załogi samolotów transportowych przewożących pracowników, sprzęt naukowy i zapasy. Na wyspę łatwiej dostać się samolotem niż drogą morską. Na wyspie nie ma dróg. Jedynymi pojazdami mechanicznymi są quady naukowców.

## Historia
Wyspa została po raz pierwszy odnotowana w r. 1722 przez francuskiego nawigatora, Jean Marie Briand de la Feuillée. Początkowo nosiła nazwę Île des Sables.
31 lipca 1761 roku na rafę koralową koło wysepki wpadł żaglowiec "Utile", należący do Francuskiej Kompanii Wschodnioindyjskiej, który przewoził nielegalnie z Madagaskaru na wyspę Mauritius 60 niewolników malgaskich.
Niewolnicy dotarli do brzegu wpław. Marynarze dostarczyli im szalupą żywność z wraku, zamierzając po nich wrócić, po czym odpłynęli na Madagaskar. Ale już nie wrócili.
15 lat później, 29 listopada 1776 roku, do wysepki przybiła francuska korweta "La Dauphine", dowodzona przez kapitana Tromelin (od  tej pory wyspa nosi jego nazwisko). Na lądzie, który powinien być bezludny, załoga zauważyła ognisko, na którym płonęło drewno z wraku. Znaleziono siedem kobiet i ośmiomiesięczne niemowlę.
Francuskie roszczenia do wyspy sięgają roku 1810. Jednak od XIX wieku do 1950 Tromelin była zależna od brytyjskiej kolonii Mauritius. W roku 1954, na podstawie umowy między Francją i Wielką Brytanią, Francuzi zbudowali na wyspie stację meteorologiczną i lądowisko.
Jest przedmiotem sporu, czy umowa równocześnie przeniosła przynależność Tromelin do Francji. Mauritius uważa wyspę za część swojego terytorium, twierdząc, że przynależność nie została przeniesiona, zaś wyspa była częścią kolonii Mauritius w czasie uzyskania niepodległości. Rzeczywiście, już w roku 1959, jeszcze przed uzyskaniem niepodległości, Mauritius poinformował Światową Organizację Meteorologiczną, że uważa Tromelin za część swojego terytorium. Francja i Mauritius zawarły porozumienie o wspólnym zarządzaniu wyspą w roku 2010.
Tromelin posiada wyłączną strefę ekonomiczną o powierzchni 280 tys. km², sąsiadującą ze strefą ekonomiczną Reunionu. Stacja meteorologiczna, która ostrzega przed cyklonami, jest nadal prowadzona przez Francję, zaś obsługiwana przez meteorologów z Réunionu.
W latach 2006, 2008, 2010 i 2013 Tromelin odwiedziły ekspedycje archeologiczne, poszukujące śladów tragedii z lat 1761-76 oraz odpowiedzi na pytanie, w jaki sposób Malgasze żyli na wysepce pozbawionej słodkiej wody i roślinności.